# Seleção Kosovar de Basquetebol
A Seleção Kosovar de Basquetebol  é a equipe que a partir do verão europeu de 2015 passará a representar a República do Kosovo em competições internacionais. A Federação Kosovar de Basquetebol fora criada em 1991 porém era ligada a Federação Sérvia de Basquetebol. Em março de 2015 foram afiliados à Federação Internacional de Basquetebol e tornaram-se a 215ª federação nacional filiada.

## Ligações Externas
- Sítio Oficial da Federação Kosovar de Basquetebol